# Katena (komentarz biblijny)

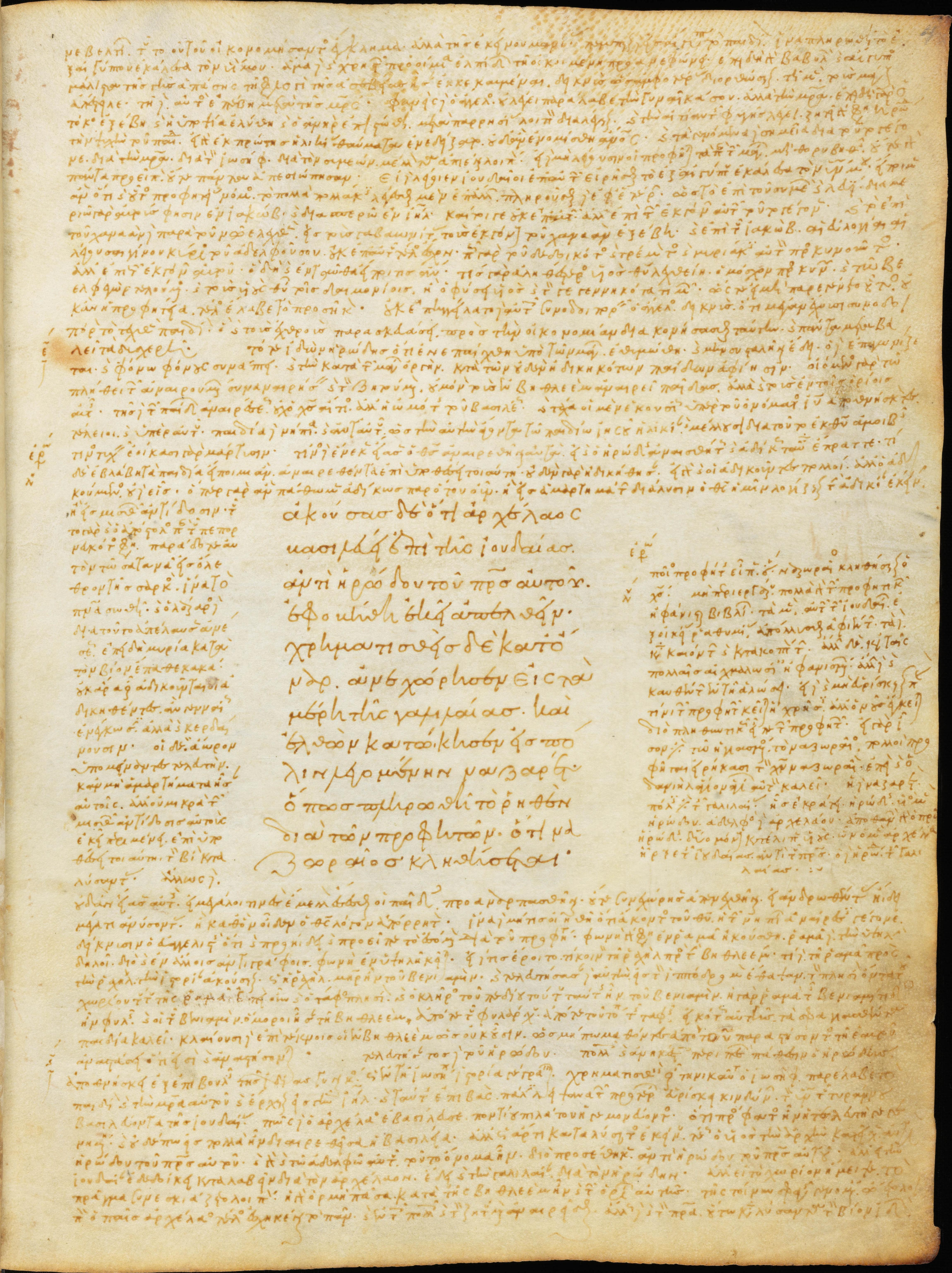
Tekst biblijny kodeksu 556 otoczony przez kateny

Katena (łac. catanae – „łańcuchy”) – nazywana także antologią egzegetyczną, wyciągi objaśniające, wyjaśniające. Zestawienie komentarzy do Biblii pisanych przez różnych pisarzy chrześcijańskich i zestawionych w jedną całość, w jeden ciąg, który tworzy niejako łańcuch jednolitego tekstu. Głównie miały wyjaśniać trudne miejsca Biblii.
Kateny obejmują okres pisarski autorów z okresu od III wieku n.e. do V wieku n.e. Tworzone w okresie VI do XI wieku. Pierwszym twórcą katen był Prokopiusz z Gazy (465–568). Teksty te mają duże znaczenie, gdyż w wielu miejscach pozwalają na odtworzenie tekstów zaginionych lub takich, które dotrwały do nas już w późniejszych przekładach (np. łacińskich).
Najbardziej znanym przykładem tego typu kompilacji jest catena aurea Tomasza z Akwinu.
Najstarszym zachowanym rękopisem biblijnym zawierającym kateny jest Codex Zacynthius.